# مگوهیمه
مگوهیمه (به ژاپنی: 愛姫 Megohime)، یوشی هیمه تامورا گوزن (田村御前)، یوتوکوئین (陽徳院)، (۱ ژانویهٔ ۱۵۶۸ – ۲۱ فوریهٔ ۱۶۵۳) یک زن ژاپنی در دوره آزوچی-مومویاما و دوره ادو بود. وی تنها دختر «تامورا کیوآکی» بود و در سن دوازده سالگی در سال ۱۵۷۹ به همسری داته ماسامونه که او نیز در این زمان سیزده سال داشت، درآمد. پس از ازدواج شایعه شده بود که پدر و خاندان پدری او در حال توطئه و خیانت به شوهر او ماسامونه هستند به این علت ماسامونه دایه و بسیاری از کنیزان او را اعدام کرد. مدرکی که از این خیانت و سوء ظن حمایت کند وجود ندارد. پس از این حادثه روابط بین زن و شوهر به سردی گرایید. اما در نهایت اصلاح شد و در سال ۱۶۹۴ اولین فرزندشان ایروهاهیمه (بعدها همسر پسر ششم ایه‌یاسو توکوگاوا بنام ماتسودایرا تاداترو) به دنیا آمد. مگوهیمه سپس داته تادامونه وارث ماسامونه و دو فرزند دیگر را به دنیا آورد. در یک مرحله از زندگی‌اش به مذهب مسیحیت گروید ولی بار دیگر به مذهب بودایی برگشت. وی پس از مرگ ماسامونه به یک راهب بودایی تبدیل شد. نام یوتوکوئین را بر خود گذاشت.